# Giuseppe Saccone
Giuseppe Saccone (Milano, 16 maggio 1918 – Bergamo, 21 novembre 2001) è stato un calciatore e pittore italiano.

## Biografia
Trasferitosi a Bergamo nel 1923, passò gran parte del proprio tempo dividendosi tra l'attività sportiva, lavorativa e quella artistica.
A tal riguardo frequentò presso l'Accademia Carrara la scuola del nudo, formandosi sotto la guida del maestro Marchetti.
Oltre a molteplici mostre personali e collettive conseguì diversi riconoscimenti di importanza nazionale.
Così scrive Ignazio Silone per una mostra effettuata a Milano nel 1970:
"Caro Saccone, a chiusura della sua personale, tengo ad esprimerLe la mia sincera ammirazione. C'è anima nel suo lavoro, c'è passione ed un alto pensiero rivolto a tutta l'umanità che soprattutto attende dagli artisti, quelli veri intendo, un messaggio d'amore e di speranza. Lei Saccone ha dato e penso che nel tempo gli uomini capiranno e riceveranno".

## Carriera
In ambito calcistico si distinse come centrocampista di buone qualità, crescendo tra le file del Milan, con il quale tuttavia non riuscì ad esordire in prima squadra. Venne ceduto difatti all'Atalanta, con cui vinse un campionato di serie B e disputò due stagioni. Passò quindi al Seregno (serie C) e poi al Suzzara prima dell'interruzione dei campionati a causa della seconda guerra mondiale. Al termine del conflitto riprese ancora con il Suzzara, disputando un buon torneo, situazione che gli permise di venire acquistato dal Parma in serie B e poi dal Pisa, sempre tra i cadetti.
Concluse la carriera nella Sestrese in Serie C.

## Palmarès

### Club

#### Competizioni nazionali
- Serie B: 1

Atalanta: 1939-1940